# Ping of Death
Als Ping of Death bezeichnet man eine spezielle Denial-of-Service-Attacke (DoS-Attacke) mit dem Ziel, das angegriffene System zum Absturz zu bringen.
Ein Ping of Death ist ein ICMP-Datenpaket, welches aufgrund eines Fehlers in der Implementierung des Internet Protocols auf vielen Betriebssystemen beim Empfänger einen Buffer Overflow erzeugt. Netzwerkpakete, die größer sind als die zulässige MTU (im weitverbreiteten Ethernet 1500 Bytes), werden üblicherweise in kleinere Fragmente aufgeteilt und beim Empfänger wieder zusammengesetzt. Um die Reassemblierung zu ermöglichen, erhält jedes Fragment eine Größe und einen Offset, welcher die Position im Gesamtpaket spezifiziert. Es ist jedoch möglich, beim letzten Fragment einen Offset und eine Fragmentgröße so zu kombinieren, dass das Gesamtpaket größer als die maximal zulässigen 65.535 Bytes wird. Bei der Zusammensetzung eines solchen Pakets werden auf Seiten des Empfängers möglicherweise interne Variablen überschrieben und das System zum Absturz gebracht.
In der Regel wurden die hierfür anfälligen Systeme gepatcht oder sind heute nicht mehr im Einsatz. Betroffen waren neben Windows NT und Windows 95 auch viele Unix-Derivate wie zum Beispiel AIX, HP-UX, Linux und Solaris.
Der vorerst letzte Fehler dieser Art wurde im Betriebssystem Solaris 10 im Jahre 2007 beseitigt. Im August 2013 wurde jedoch bekannt, dass Windows Server 2012 nach wie vor einen Fehler enthielt, der zu Ausfällen führen kann. Gleichzeitig wurde bekannt gegeben, dass diverse Windows-Versionen für eine Variante des Ping of Death anfällig sind, die auf ICMPv6 basiert. Diese Sicherheitslücke wurde mit den Patches, welche im Zuge des Patchdays im August 2013 von Microsoft veröffentlicht wurden, geschlossen.